# Manuel Joaquim da Silva
D. Manuel Joaquim da Silva (Paparia, Cernache do Bonjardim, 18 de dezembro de 1744 - ?, 18 de maio de 1808) foi um bispo católico português.
Depois de ter estudado teologia na Universidade de Coimbra, D. Manuel Joaquim da Silva foi cónego da Sé de Lisboa e vigário geral do Grão-Priorado o Crato, com o título de bispo de Adrianópolis. Foi ele que tomou a iniciativa da construção do seminário de Cernache do Bonjardim, que veio a ser inaugurado em 1794.
D. Manuel Joaquim da Silva foi irmão de D. Marcelino José da Silva e de D. Eusébio Luciano Gomes da Silva, também eles bispos.